# CD58
CD58, или LFA3, — мембранный белок, молекула клеточной адгезии. Продукт гена человека CD58.

## Функции
CD58 представлен на поверхности антигенпредставляющих клеток, в частности на макрофагах.
Связывается с CD2 (LFA-2) на поверхности T-лимфоцитов и участвует в усилении адгезии между T-лимфоцитами и антигенпредставляющими клетками. Эта адгезия является частью начального взаимодействия между этими клетками до того, как происходит активация Т-лимфоцитов, когда последние находятся в лимфатическом узле в поиске комплекса пептид-MHC на антигенпредставляющих клеток, который распознаётся Т-клеточным рецептором.

## Патология
Полиморфизм гена CD58 ассоциирован с повышенным риском рассеянного склероза.